# 阮福膺蔥
阮福膺蔥（越南语：／，1882年—1951年8月30日），字青之（／），阮朝宗室、醫生。

## 生平
1882年6月1日，膺蔥生於順化葦野。父親是綏理王阮福綿寊第25子阮福洪藻。幼時的膺蔥跟隨父親學習儒學，後在順化的學校中學習了西學。隨後，膺蔥就讀於印度支那醫學院，學習期間取得優異成績並獲得多項獎學金。膺蔥在清化醫院完成實習後，院長在給醫學院校長的評論信中高度讚揚膺蔥，稱其勤奮、聰明，十分敬業。
1907年膺蔥從印度支那醫學院畢業，回到家鄉在順化醫院擔任主治醫師和住院醫師。此外，膺蔥還在洞海、芽莊、會安和滝虬擔任過省首席醫療官，1915年，被任命在崑嵩開辦和管理醫療服務。在不同醫院工作的經歷使得他與當時許多著名的法國醫生接觸並學習到了很多經驗。維新年間，膺蔥被特格賞授了光祿寺少卿銜，並進入太醫院工作。
1933年，以禮部參知銜致仕。同年，被任命爲醫濟所醫濟參理。1937年，又陞致仕禮部尚書銜。
1951年8月30日（辛卯年九月初一）膺蔥在葦野的別墅中去世，享壽70歲。

## 榮譽
- 法國榮譽軍團勳章騎士勳位（1926年）[3]
- 大南龍星指揮官勳位（1933年）[3]